# Лулах
Лулах Дурак (гэльск. Lughlagh mac Gille Chomghain; 1030 — 17 марта 1058) — король Шотландии с 1057 года, сын Груох, правнучки Малькольма I и Гиллекомгана, мормэра Морея, пасынок короля Макбета.

## Биография
Судя по своему прозвищу — «Дурак», Лулах не отличался выдающимися способностями государственного деятеля. После гибели короля Макбета он был выдвинут сторонниками погибшего короля в качестве претендента на шотландский трон и номинально правил страной одну зиму. Затем был убит у Эсси в Стратбоги. Оставил малолетних сына и дочь. После его смерти на престол взошел Малкольм III, сын убитого ранее в сражении с Макбетом короля Дункана I.
Имя жены Лулаха неизвестно. Дети:
- Маелснехтайн (ум 1085), мормэр Морея
- дочь; муж: Энгус (ум. 1130), мормэр Морея.